# Сањари
Сањари (енгл. The Dreamers) је филмска љубавна драма из 2003. коју је режирао Бернардо Бертолучи са Евом Грин, Мајклом Питом и Лујем Гарелом у главним улогама. Сценарио је написао Гилберт Адер на основу сопственог истоименог романа. Прича прати Метјуа, америчког студента у Паризу, који након што упозна Теа и његову сестру Изабел, бива увучен у љубавни троугао. Догађаји приказани у филмском наративу одигравају се непосредно пре и током студентских демонстрација у Паризу 1968.
Пошто су Тео и Изабел страствени љубитељи филмске уметности, у филм су убачене бројне референце на позната остварења седме уметности. Између осталих референцирани су филмови Краљица Кристина, Плава Венера, Необична банда, Булевар сумрака, Лице са ожиљком и многи други. „Сањари“ су окарактерисани као Бертолучијево љубавно писмо седмој уметности и Паризу шездесетих.
Након што је приказан на филмском фестивалу у Венецији, „Сањари“ су изазвали скандал, не само због експлицитног приказа секса, већ и због контроверзног политичког контекста. Мишљења критичара су била подељена. Роџер Иберт је у својој рецензији „Сањарима“ дао највишу оцену, називајући Бертолучија великим сликаром биоскопског платна.

## Улоге
| Глумац    | Улога  |
| --------- | ------ |
| Мајкл Пит | Метју  |
| Луј Гарел | Тео    |
| Ева Грен  | Изабел |